# Eudocio Ravines
Eudocio Ravines Pérez  (Cajamarca, 9 de mayo de 1897-Ciudad de México, 25 de enero de 1979) fue un político, escritor y periodista peruano. Luego de un paso fugaz por el aprismo, militó en el comunismo, llegando a ser dirigente del Partido Comunista Peruano. Desengañado de dicha ideología, se convirtió en hombre de derecha, anticomunista y partidario del liberalismo económico.
Fue crítico acerbo de prácticamente todos los gobiernos peruanos que le tocó vivir, sufriendo por ello persecución y destierro. Sus más feroces críticas las desató contra el Gobierno Revolucionario de las Fuerzas Armadas, instalado en 1968. Falleció en el exilio, desposeído de su ciudadanía peruana. Su polémica trayectoria no ha permitido todavía un análisis sereno de su actuación en la política peruana.

## Biografía
Desterrado por el gobierno de Augusto B. Leguía, integró en 1928 la Célula Aprista en París, junto a César Vallejo y Armando Bazán. Pero pronto se apartó del aprismo y se orientó hacia el comunismo. Con la anuencia de José Carlos Mariátegui, asistió al Segundo Congreso Antiimperialista reunido en Fráncfort, Alemania. En 1929 se encontró en Berlín con Haya de la Torre, quien rechazó toda alianza con el sector comunista. Fue entonces cuando se oficializó su alejamiento de la Célula Aprista de París y su adhesión al comunismo. A partir de entonces Ravines se hizo activo militante comunista, siguiendo órdenes secretas de Moscú.
En febrero de 1930, de vuelta al Perú, fue nombrado secretario general del Partido Socialista Peruano (PSP) en reemplazo de Mariátegui, que por entonces preparaba un viaje a Buenos Aires y se hallaba físicamente debilitado. Dicho partido aún no adoptaba el nombre de "comunista" ni tampoco estaba sometido a la III Internacional, siguiendo la posición de Mariátegui, que quería un socialismo “sin calco ni copia”, que fuera aplicado a la realidad concreta de cada país aunque sin dejar de ser marxista en sus bases teóricas. Pero fatalmente, Mariátegui falleció en abril de dicho año y fue entonces cuando Ravines, apoyado por otros directivos del PSP, procedió a cambiar de nombre al partido, siguiendo los dictados de la jerarquía comunista de la Unión Soviética. Así nació el Partido Comunista Peruano (PCP) el 20 de mayo de 1930; la figura de Mariátegui quedaba reivindicada como ideólogo pionero del marxismo en Latinoamérica, aunque en la práctica el PCP renunció a las tesis mariateguistas que proponían la adaptación del comunismo a cada realidad nacional, y bajo Ravines acogió las fórmulas de la Comintern sin crítica alguna.
A lo largo de la década de 1930 el PCP sufrió persecución y Ravines sufrió el destierro por parte de los gobiernos militares de Luis Sánchez Cerro y Óscar R. Benavides. También enfrentó lo mismo de manos de un gobierno supuestamente democrático, el Primer gobierno de Manuel Prado Ugarteche (1939-1945).
Después de hacer dos viajes a la Unión Soviética, presenciar la Guerra civil española y el Pacto Ribbentrop-Mólotov, Ravines se desengañó del comunismo y abjuró de dicha ideología, escribiendo tal situación en su libro "El camino de Yenán". Ravines mismo comparó dicho cambio con el relato bíblico de Pablo de Tarso herido por el "rayo de la verdad" en el camino de Damasco. Orientado por Pedro G. Beltrán, se convirtió en defensor de la economía liberal.
En 1945 Ravines retornó al Perú, con el objetivo principal de combatir a Haya de la Torre y al Partido Aprista.  Fundó el semanario Vanguardia (que subsistió hasta 1963) y fue crítico severo del gobierno de José Luis Bustamante y Rivero, a quien juzgaba demasiado débil para contrarrestar la desaforada oposición de los apristas, cuyos miembros más radicales usaban como arma el terrorismo. Tras el asesinato de Francisco Graña Garland a manos de militantes apristas, Ravines asumió interinamente la dirección del diario La Prensa, en 1947. 
La campaña demoledora que realizó a través de Vanguardia, motivó que el gobierno democrático de Bustamante se viera obligado a desterrarlo, si bien bajo el estado de suspensión de garantías. Regresó tras el golpe de Estado del general Manuel A. Odría, al que justificó como históricamente necesario. Pero, ya en pleno gobierno dictatorial, fue detenido con el pretexto de una caricatura ofensiva, en abril de 1950.
Desterrado, viajó a Europa. En 1956, reinstaurada la democracia, retornó una vez más al Perú, en el mismo avión en que el presidente reelecto, Manuel Prado Ugarteche, regresaba a Lima tras asistir a una conferencia de jefes de Estado desarrollada en Panamá. Desde ese año, hasta 1968, vivió sin interrupción en el Perú. En las postrimerías del primer gobierno de Fernando Belaúnde Terry, desde un espacio televisado que transmitía el Canal 9, se dedicó, una vez más, a su oficio incansable de opositor furibundo del gobierno de turno, y contribuyó al descrédito de dicho gobierno. 
El gobierno de Juan Velasco Alvarado, a poco de instalarse en 1968, lo mandó al destierro al ser un conocido derechista, y por ello opositor nato al Gobierno Revolucionario de la Fuerza Armada. Desde las columnas de la prensa extranjera, Ravines se dedicó a combatir con toda su energía a la "Revolución Peruana", siendo sus críticas demoledoras. El gobierno militar, en represalia, lo privó por decreto-ley de su ciudadanía peruana. Falleció el 25 de enero de 1979, como apátrida, en México, en un misterioso accidente de tránsito que sus seguidores tacharon de asesinato.

## Obras principales
- El momento político (1945)
- The Yenan way (El camino de Yenán,  Nueva York, 1951), traducido al castellano como La gran estafa (Santiago de Chile, 1954), aunque con importantes amputaciones y rectificaciones hechas por el mismo autor. Es su obra más conocida y la que tuvo una vasta difusión.
- América Latina, un continente en erupción (Buenos Aires, 1958)
- La gran promesa (Madrid, 1964).
- El rescate de Chile (Santiago de Chile, 1974).